# Andrenosoma appendiculata
Andrenosoma appendiculata là một loài ruồi trong họ Asilidae. Andrenosoma appendiculata được Macquart miêu tả năm 1846. Loài này phân bố ở vùng Tân nhiệt đới.